# Icon (Michael Jackson)
Icon è una raccolta del cantante statunitense Michael Jackson pubblicata il 6 marzo 2012.

## Tracce
1. Got to Be There (Single Version) – 3:23
2. I Wanna Be Where You Are – 2:57
3. Rockin' Robin – 2:31
4. People Make the World Go 'Round – 3:16
5. With a Child's Heart – 3:34
6. Happy (Love Theme from Lady Sings the Blues) – 3:29
7. Ben (Single Version) – 2:47
8. We're Almost There – 3:47
9. Just a Little Bit of You – 3:08
10. One Day in Your Life – 4:14
11. Music and Me – 2:38